# Gustave Alaux (Maler)

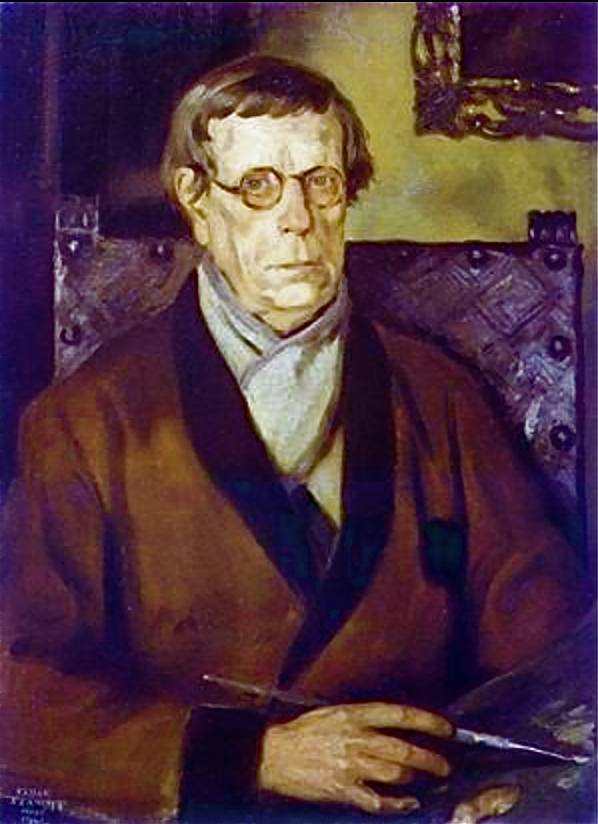
Porträt von Gustave Alaux von Serge Ivanoff, Paris, 1942

Gustave Louis Michel Alaux (* 21. August 1887 in Bordeaux, Département Gironde, Frankreich; † 27. Februar 1965 in Paris) war ein französischer Maler, Illustrator, Graveur und Dekorateur.

## Leben
Gustave Alaux wurde als Sohn des Malers und Architekten Daniel Alaux (1853–1933) in Bordeaux geboren. Sein Vater wurde zum Konservator des Museums von Bordeaux ernannt. Seine Großeltern väterlicherseits waren der Architekt Jean-Paul Louis Gustave Alaux (1816–1882) und Jenny Gué (1832–1909), die Tochter von Michel Gué und in Saint-Domingue geboren.
Gustave Alaux studierte an der École des Beaux-Arts in Paris und stellte ab 1913 im Salon des artistes français aus. Maritime Themen waren seine Lieblingsmotive. Seine Inspiration schöpfte er in der Regel aus der Geschichte der Marine, den französischen Überseegebieten und der Kolonialgeschichte. Er liebte es, alte Boote und Schiffe zu „porträtieren“, und schuf Werke zur Dekoration von Kreuzern und Passagierschiffen. Außerdem illustrierte er zahlreiche Werke mit seinen Stichen. 1926 wurde er zum offiziellen Maler der Marine ernannt und 1946 zum Mitglied der Marineakademie.
Als Liebhaber des Meeres verbrachte er seine Freizeit in seinem Haus an der Spitze von Cap Ferret am Bassin d’Arcachon, auf seinem Segelboot sowie auf offiziellen Reisen auf Staatsschiffen. Er lebte und arbeitete vorwiegend in Paris, hatte vielfältige Ausstellungen in Frankreich und international und blieb bis zu seinem Schlaganfall im Jahr 1954 künstlerisch aktiv. Trotz seiner eingeschränkten Mobilität schuf er bis circa 1964 Zeichnungen, Erzählungen und Illustrationen. Er starb 1965 in Paris.

## Werk

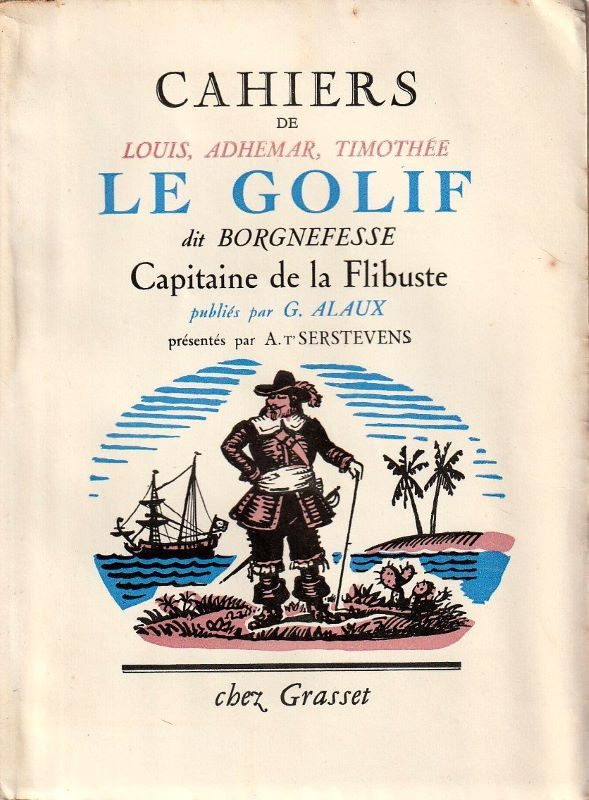
Umschlag der Ausgabe von 1952 der Cahiers de Louis Adhemar Timothée Le Golif, dit Borgnefesse, capitaine de la flibuste (Hefte von Louis Adhemar Timothée Le Golif, genannt Borgnefesse, Kapitän der Freibeuter)

Gustave Alaux spezialisierte sich vornehmlich auf maritime und koloniale Sujets. In seiner Bildsprache finden sich historische Episoden mit Persönlichkeiten wie Christoph Kolumbus, Lafayette und französischen Korsaren sowie exotische Alltagsszenen. Er malte elegante Schiffsporträts, meist aus dem 18. Jahrhundert, und schuf monumentale Kompositionen wie Saint-Malo cité corsaire (1930), ein 6,50 × 2,90 Meter großes Panorama, sowie Bilder wie Les Conquistadors (1920), Le Départ de La Fayette (1928) und Le Pourquoi-pas? du commandant Charcot (1937).
Als offizieller Marinemaler gestaltete er die Dekorationen für die Kreuzer Colbert, Tourville, Vauquelin, Bougainville und Amiral Charner sowie für die Passagierschiffe Formose, Valparaiso und Antilles. Zudem war er Illustrator und Graveur zahlreicher Buchausgaben, darunter Holzschnitt-Illustrationen zu Büchern über Christoph Kolumbus, Magellan, Vasco da Gama, Surcouf und Tourville sowie das satirische Werk Les Cahiers de Louis Adhémar Timothée Le Golif, das bei Bernard Grasset erschien und später in der Sammlung Les Cahiers rouges neu aufgelegt wurde. Seine Werke zeichnen sich durch eine präzise Darstellung historischer Details, eine lebendige Farbpalette, eine dekorative Komposition und eine gelegentlich naive Exotik aus. Letztere kommt besonders in seinen kolonialen Szenen zum Tragen.